# Biblioteca Municipal de Chaves
A Biblioteca Municipal de Chaves, disponibiliza no seu acervo, desde a simples pesquisa de informação, ao estudo infantil, básico e académico, literário e histórico local, bem como a conteúdos de base científica, dispondo de salas de estudo e leitura, nos mais diversos sectores do conhecimento.
Na biblioteca o recurso às novas tecnologias permite a consulta rápida do livro ao CD-Rom, do DVD aos mais diferentes campos de interesse, com pesquisa apoiadas por meio informático, e utilização dos computadores de forma gratuita.

## Serviços
- Apoio às Bibliotecas Escolares
- Áudio - Vídeo
- Auditório/Sala Polivalente
- Catálogo Automatizado
- Catálogo Colectivo
- Colóquios
- Computadores Self-Service
- Empréstimo Domiciliário
- Exposições Temporárias
- Hora do Conto
- Internet
- Leitura Animada
- Publicações Periódicas
- Reprografia
- Visitas Guiadas

SERVIÇOS GRATUITOS
Empréstimo Domiciliário:
- Livros
- CD’s áudio
- DVD´s (filmes)

## Salas de livre acesso
- Leitura informal de monografias, publicações periódicas, banda desenhada, romances ou jornais
- Visionamento de filmes
- Audição de conteúdos musicais desde a música clássica, à música contemporânea.

- Catálogo Online
- Plantas de localização de Serviços

## Condições
- Empréstimo Domiciliário e utilização de PC’s e audiovisuais:
- Aquisição gratuito do cartão de leitor.
- Para obter o cartão de leitor deve ser residente no Município de Chaves.
- Na biblioteca os revistas e jornais diários não são guardados.
- Os jornais semanários e revistas são guardados durante um ano.
- Os jornais locais são arquivados.

## Localização
A biblioteca fica localizada no Largo General Silveira, extinto Jardim das Freiras, está aberta de Segunda-feira a Sexta-feira das 09h00 às 19h00.